# Lophoceros
Lophoceros är ett fågelsläkte i familjen näshornsfåglar inom ordningen härfåglar och näshornsfåglar. Släktet omfattar åtta arter som förekommer i Afrika söder om Sahara:
- Dvärgtoko (L. camurus)
- Krontoko (L. alboterminatus)
- Ravintoko (L. bradfieldi)
- Västafrikansk toko (L. semifasciatus)
- Kongotoko (L. fasciatus)
- Klipptoko (L. hemprichii)
- Gråtoko (L. nasutus)
- Bleknäbbad toko (L. pallidirostris)

Arterna i släktet placerades tidigare i Tockus.